# Hat Yai
Hat Yai (thailändska: หาดใหญ่) är den största staden i provinsen Songkhla i södra Thailand. Befolkningen beräknades till 321 926 (2000) . En stor del av befolkningen är muslimer, och det finns också många med kinesisk bakgrund. Staden misstas ofta för att vara regionens huvudstad, men till skillnad från Thailands övriga provinser, där den största staden är huvudstad, är Songkhla detta.
Staden är södra Thailands kommersiella centrum, många affärsmän från Malaysia kommer hit för att bedriva handel, även om kineserna som dominerar den centrala delen av staden står för den största delen av ekonomin.

## Kommunikationer
Hat Yai är en viktig knutpunkt för kommunikationer i södra Thailand. Till Hat Yai international airport flyger trots namnet bara inhemskt flyg. Asienväg 2 går igenom och asienväg 19 börjar i staden.  Staden är idag en viktig järnvägsknutpunkt.

## Turism
Bland sevärdheterna finns templet Wat Hai Yai Nai som ligger ett par kilometer väster om staden och rymmer en 35 meter lång vilande Buddha. Staden har sin egen variant av tjurfäktning, med två tjurar och en tjurfäktare. Vattenfallet Nam Tok Ton Nga Chang (elefantbetarnas vattenfall)  består av elva nivåer där en av dessa delar sig i två strömmar vilket har givit vattenfallet dess namn. I nationalparken Khao Nam Khang finns ett tunnelsystem som användes av Malaysiska kommunistpartiet under deras väpnade kamp.

## Historik
Hat Yai var ursprungligen en liten by som hette Khok Sa-Met Choon och började växa när järnvägen kom. Den blev en chumchon 1928 och sukhaphiban den 11 december 1935. Den 16 mars 1949 fick Hat Yai stadsrättigheter.
Den 3 april 2005 exploderade två bomber vid ett Carrefourvaruhus och vid Hat Yais internationella flygplats, två personer dödades och ett dussin skadades.
Den 16 september 2006 dödades fyra och över 70 personer skadades vid en serie bombattacker. Ingen förklarade sig skyldig till attackerna, men lokala separatister misstänktes .